# Alwarthirunagiri

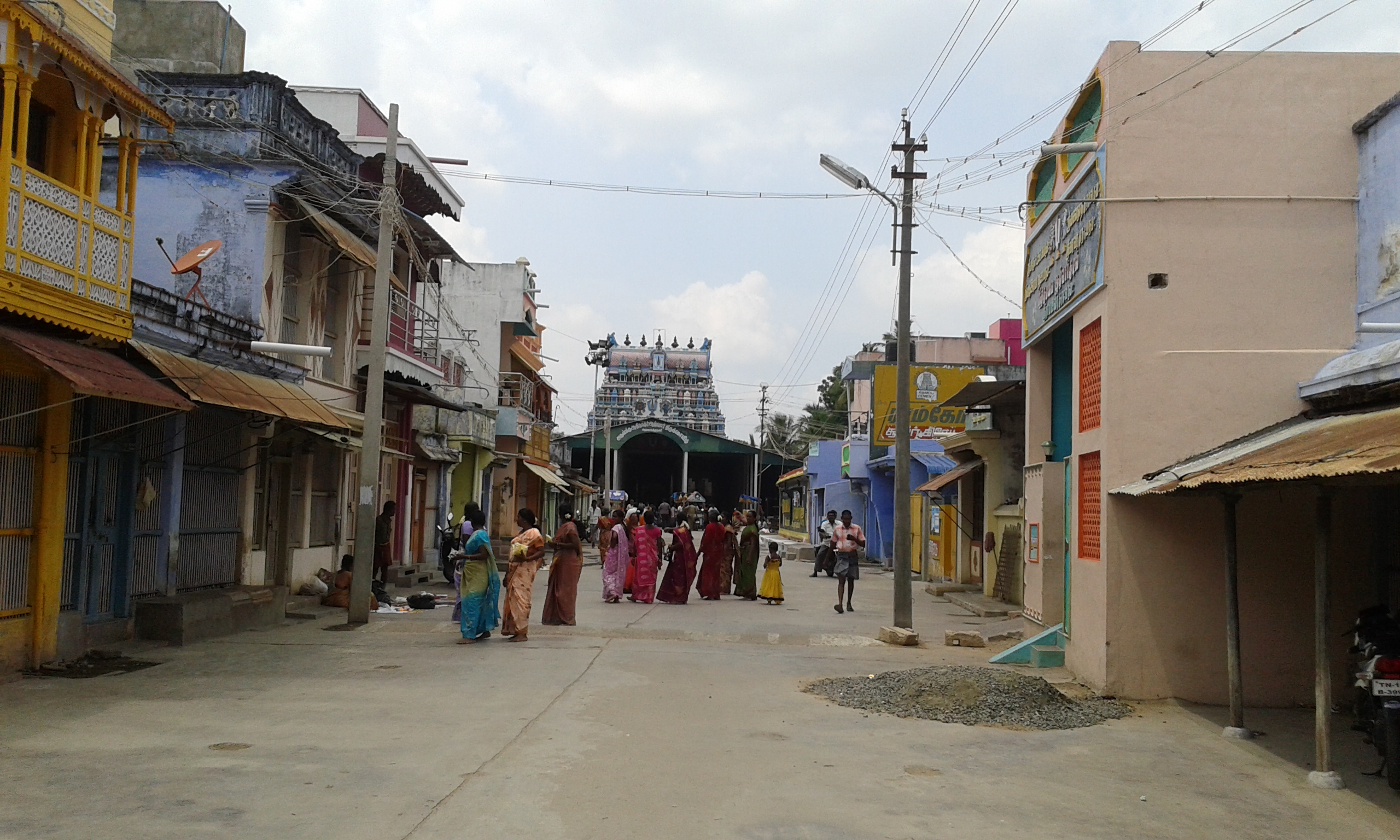
Vista de Alwarthirunagari, ao fundo o templo

Alwarthirunagiri é uma panchayat (vila) no distrito de Toothukudi , no estado indiano de Tamil Nadu.

## Demografia
Segundo o censo de 2001,  Alwarthirunagiri  tinha uma população de 8876 habitantes. Os indivíduos do sexo masculino constituem 48% da população e os do sexo feminino 52%. Alwarthirunagiri tem uma taxa de literacia de 78%, superior à média nacional de 59.5%; com 50% para o sexo masculino e 50% para o sexo feminino. 11% da população está abaixo dos 6 anos de idade.